# 矿业宫
矿业宫, (西班牙語：Palacio de Minería)是一座位于墨西哥城的新古典主义建筑。它由巴伦西亚西班牙雕塑家和建筑师曼努埃尔·托尔萨设计和建造于1797年至1813年。国立大学、墨西哥国立自治大学工程学院、矿业学院和物理研究所都曾使用过这座建筑。
今天，它是属于墨西哥国立自治大学工程学院的一个博物馆。
这座建筑位于塔库巴街，对面是曼努埃尔·托尔萨广场，西班牙卡洛斯四世的骑马雕像也由托尔萨雕刻。

## 历史
矿业宫的历史可以追溯到1793年。这一年，在雷维拉吉多伯爵的帮助下，新西班牙皇家矿业学院获得了该建筑现在矗立的土地。皇家矿业学院院长、矿物学家福斯托·德卢亚尔，委托巴伦西亚西班牙著名建筑师曼努埃尔·托尔萨进行设计和建造。他也创作了卡洛斯四世的骑马雕像，以及墨西哥城都主教座堂。矿业宫是美洲最早用于工程和冶金的教学建筑之一，因为采矿是新西班牙的主要经济活动，也是西班牙帝国财富的主要来源之一。因此，矿业宫采用优雅的建筑，保持比例、理性和秩序的启蒙理想。
在19世纪上半叶发生军事叛乱之后，建筑师安东尼奥·维拉德在不改变曼努埃尔·托尔萨最初设计的情况下进行了部分重建。矿业宫关闭，甚至被认为是马西米连诺一世的皇宫，在他选择查普尔特佩克城堡作为住所之前。此后，矿业宫一直有各种用途，直到1867年，恢复原来的用途，改为工程学院。直到近百年后，1954年，迁往大学城墨西哥国立自治大学目前的工程学院大楼。
这座宏伟的建筑内有庭院、讲堂、瓜达露佩圣母小堂及其奢华的台阶，历史上各种艺术家和作家，使其不朽。
目前，矿业宫是墨西哥国立自治大学的一部分，举行各种会议、课程和活动，包括矿业宫国际书展，这是该市最重要的文学活动之一，举行西班牙语世界出版商的编辑会议。它还拥有曼努埃尔·托尔萨博物馆、历史遗产、信息和文献中心，以及各种行业协会，包括工程学院、墨西哥石油工程师学院和墨西哥工程学院的校友会。